# Drosera grievei
Drosera grievei är en sileshårsväxtart som beskrevs av Allen Lowrie och N.Marchant. Drosera grievei ingår i släktet sileshår, och familjen sileshårsväxter.
Artens utbredningsområde är:
- Ashmore-Cartieröarna.
- Western Australia.

Inga underarter finns listade i Catalogue of Life.

## Bildgalleri